# 解放鞋

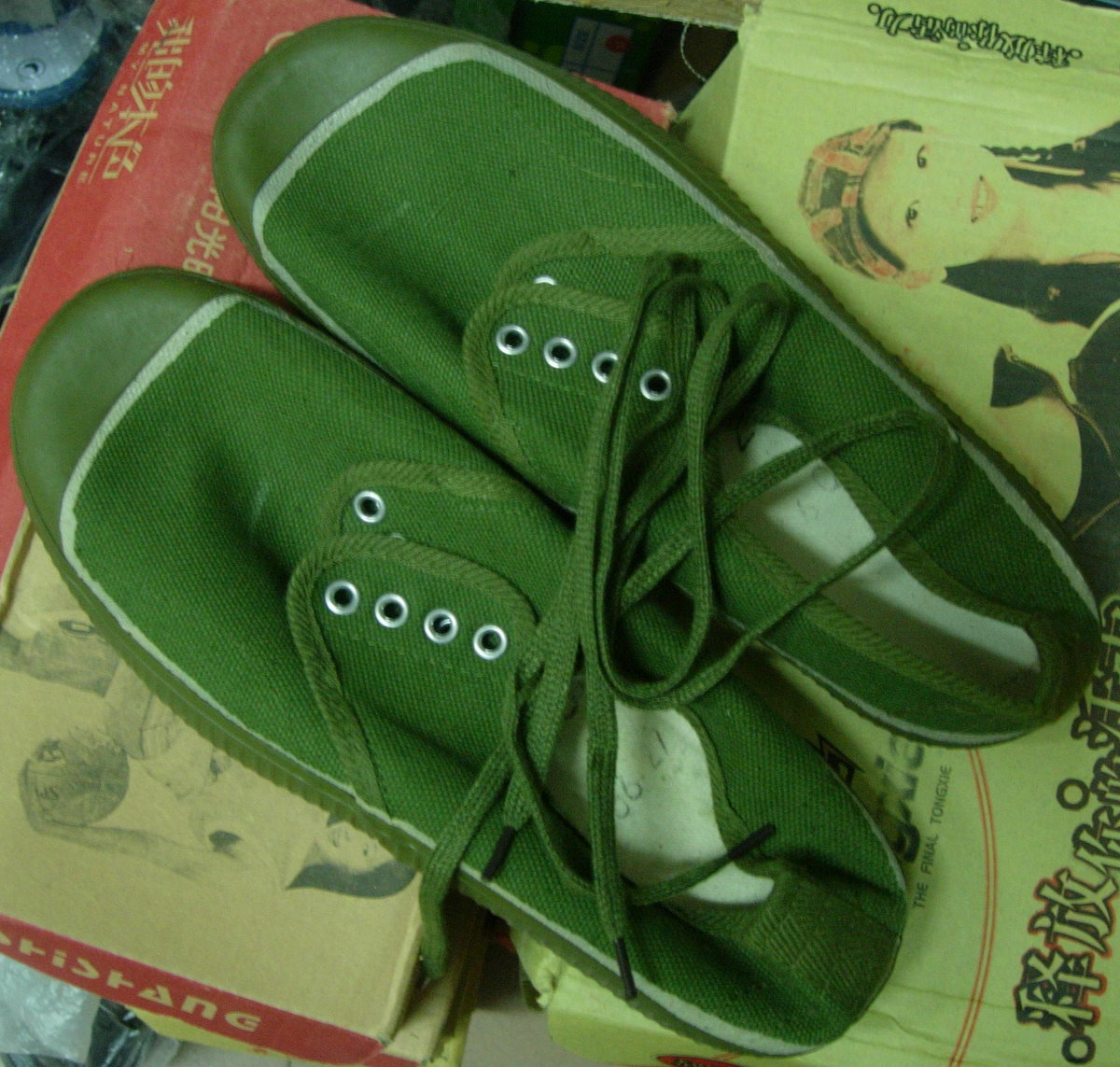
解放鞋

解放鞋是长期作为中国人民解放军制式军鞋的布面胶鞋的俗称，从1950年代初起就是中国人民解放军、越南人民军和缅甸人民军等亚洲共产党军队的主力军鞋，直到2002年解放军换上了新型作训鞋，五十多年的解放鞋从解放军部队退役，但仍在越南人民军中服役。
随着中国橡胶工业的起步，解放军将布鞋换上解放鞋。鞋面、鞋裡采用纯棉材料制成，鞋面是绿色。
这种鞋很快取代布鞋、草鞋成为中国几乎每个人都必备的鞋子。八十年代以后，商品经济兴起，鞋子的种类繁多起来，但许多普通人依然穿它。
虽然解放鞋在解放军中已经被99作训鞋和军靴取代， 但 便宜、实用的鞋的民用生产并没有停止。
自2010年以来，解放鞋又重新成为时尚在中国大陆、日本及欧美国家流行，其改良版的售价甚至高达76美元，与耐吉等著名运动品牌处于同一价格水平。